# Judo ai XVIII Giochi dei piccoli stati d'Europa
Le competizioni di judo ai XVII Giochi dei piccoli stati d'Europa si sono svolte dal 28 al 30 maggio 2019.

## Podi

### Maschile
| Evento         | Oro                    | Argento                  | Bronzo                             |
| −60 kg         | Georgios Balarjishvili | Yann Siccardi            | Alexander Heiðarsson               |
| −66 kg         | Jusuf Nurković         | Jeremy Saywell           | Tom Schmit Tristan Frei            |
| −73 kg         | Nikola Gardašević      | Claudio Nunes Dos Santos | Cédric Bessi Rountolf Kourtidis    |
| −81 kg         | Tizie Gnamien          | Aristos Michael          | Árni Pétur Lund Nebojša Gardašević |
| −90 kg         | Raphael Schwendinger   | Egill Blöndal            | Paolo Persoglia Denis Barboni      |
| −100 kg        | Danilo Pantić          | Georgios Kroussaniotakis | Þór Davíðsson Anto Dubreta         |
| Gara a squadre | Montenegro             | Cipro                    | Lussemburgo Liechtenstein          |

### Femminile
| Evento         | Oro                | Argento           | Bronzo                 |
| −52 kg         | Sofia Asvesta      | Kim Eiden         | Yamina Allag Alda Babi |
| −63 kg         | Florine Soula      | Rania Drid        | Lia Povedano           |
| −70 kg         | Mareen Hollenstein | Carulina Grimigni | Monique Kedinger       |
| Gara a squadre | Monaco             | Cipro             | Andorra                |